# Dušan Lesjak
Dušan Lesjak, slovenski raziskovalec in visokošolski učitelj ter občasno v politiki.
Med 1. julijem 2006 in 21. novembrom 2008 je bil državni sekretar Republike Slovenije na Ministrstvu za visoko šolstvo, znanost in tehnologijo Republike Slovenije.